# Faysal Shayesteh
Faysal Shayesteh (født 21. juni 1991 i Kabul, Afghanistan) er en afghansk fodboldspiller, der spiller for thailandske Songkhla FC.

## Tidligere liv
Shayesteh flygtede med sin bror Qays Shayesteh og resten af familien fra borgerkrigen i Afghanistan til Holland. Hans bror Qays Shayesteh er også fodboldspiller. Han spillede i sin ungdom for bl.a. store klubber som Heracles Almelo, FC Twente samt SC Heerenveen. Dog nåede han aldrig at spille en kamp som professionel i klubberne.

## Klubkarriere

### Etar Veliko Tarnovo
I februar 2013 skiftede Shayesteh til bulgarske Etar Veliko Tarnovo, som dermed blev hans første klub som senior spiller.
Han fik sin debut den 2. marts 2013, da Etar besejrede PFC Montana 2-1 hjemme. Shayesteh blev skiftet ind i 88' minut.
Han fik i alt spillet 10 ligakampe for klubben og scorede et enkelt mål, indtil det blev til et skifte til Thailand.

### Songkhla FC
I oktober 2013 skiftede Shayesteh til thailandske Songkhla FC, eftersom han kontrakt med Etar var udløbet.

## Landshold
Den 13 april 2014 fik Shayesteh sin debut for det afghanske landshold da han spillede kampen imod Kirgisistan. Han spillede en fin kamp lige ud over at han i 17' minut missede chancen fra ellevemeterpletten, da han misbrugte et straffespark.